# コミックヴァルキリー
『コミックヴァルキリー』は、キルタイムコミュニケーションが配信しているウェブコミック配信サイトの電子雑誌。メインコンセプトは「闘うヒロインオンリー漫画雑誌」。2012年11月まではB5版平綴じの漫画雑誌だった。

## 概要
2006年7月に二次元ドリームマガジン増刊として創刊され、Vol.3より独立創刊した。当時のキャッチコピーは「18禁ではないからこそ表現出来るドキドキがある!」。独立創刊以前は成人向け雑誌・書籍を発行したキルタイムコミュニケーションが出版する全年齢対象の雑誌だった。それゆえ、書店では本誌や単行本（ヴァルキリーコミックス）は成年向けコーナーに同社の雑誌・書籍として販売された。
雑誌のコンセプトは上記の「闘うヒロインオンリー漫画雑誌」でビキニアーマーの比率も高い。また、裏コンセプトは「エロピンチオンリーマガジン」であり、少年漫画や青年漫画などで散見されるパンチラやヒロインの衣服が破れるなどといったソフトエッチシーンをメインとする漫画雑誌である。ネット上では「リョナ」というスラングで称される、ヒロインが負傷する姿に萌えを見出す扱われ方もされており、これらにより同社の他成年誌との差別化が図られている。「闘うヒロインが活躍するお話で、ピンチシーンが入っているもの」というコンセプトに基づいた作品をプロ・アマチュアを問わず募集しており、作品の持ち込みも受けている。
2011年、『フリージング』がテレビアニメ化された。これが本誌連載作品で初のアニメ化になる。2012年2月よりニコニコ静画で無料コミック配信を開始。
2012年11月号の全40号を以って紙媒体での発行を終了、2012年11月27日より公式サイトおよびニコニコ静画ほかでの無料WEB配信に完全移行した。WEB配信になるまでは、Vol.1、2が奇数月25日発売、Vol.3からVol.30までが奇数月27日発売、Vol.31からVol.34までが毎月27日発売、Vol.35からVol.40までは再び奇数月27日に発売されていた。定価650円 で販売。紙媒体終了後は『コミックヴァルキリーWeb版』として巻数をリセットしたウェブコミック配信サイトの電子雑誌となって配信されており、Web版のバックナンバーは最新含め3号まで無料、それより以前（vol.1の無料を除き）は有料（110円（税込））で各配信元で読める。なお、公式サイト上の作品は遅れて掲載される。ニコニコ静画はサイトの機能が変更になり終了し、ニコニコ漫画の出版社公式WEBマンガ誌に移行された。こちらも遅れて掲載されているが、公式サイト上よりももっと読める話数が少ない程度の内容である。前述にもあるように配信サイトは色々とあったが、現在はBOOK☆WALKER、amazon Kindle、DMMブックスにて配信。

## 掲載作品
2021年6月現在

### 連載中
- 異世界喰滅のサメ（くぼけん）
- ニートだけどハロワにいったら異世界につれてかれた（作画：高野いつき、原作：桂かすが、キャラクター原案：さめだ小判）
- ドローイング　最強漫画家はお絵描きスキルで異世界無双する！（作画:金光鉉、原作:林達永）
- 見えてますよ！愛沢さん（棘尾どろしー）
- JKからやり直すシルバープラン（原作：林達永、作画：李惠成）
- 砂漠だらけの世界で、おっさんが電子マネーで無双する（原作:Y.A、漫画:ダイエクスト）
- 貞操逆転世界（原作：天原、作画：万太郎）
- 異世界魔術師は魔法を唱えない THE COMIC（漫画：こっぱむ、原作：もち、キャラクター原案：２１８）
- 恋獄島〜極地恋愛〜（作画：九部玖凛、原作：七色春日、キャラクター原案：魁李）
- 捨てられ最強王子は実力でどんな女も抱きまくる（漫画:浦瀬しおじ、原作:イクヒト、キャラクター原案:ねくたー）
- 口止めのご褒美は男装乙女とイチャエロです！ THE COMIC（作者：RAYMON、原作：市村鉄之助、キャラクター原案：イット）
- 神姫PROJECT ～想いを継ぐ者～（安藝直次郎）
- 世呑の竜（ワス）
- 姫騎士がクラスメート!（作画：NO.ゴメス、原作：EKZ、漫画原案：空蝉、キャラクター原案：吉沢メガネ）
- 異世界AV撮影隊 リマスター（がちょん次郎）
- 捨て石勇者、魔王の下でリスタート（漫画：ヤスウミ、原作：市村鉄之助、キャラクター原案：218）
- 海辺の病院で彼女と話した幾つかのこと（漫画:草葉、原作:石川博品、キャラクター原案:米山舞）
- 新米錬金術師の店舗経営（作者：kirero、原作：いつきみずほ、キャラクター原案：ふーみ）
- ヤンデレ妹に愛されすぎて子作り監禁生活　THE COMIC（漫画:ゴンざぶろー、原作:栗栖ティナ、キャラクター原案:竹馬2号）
- 異世界帰りのりのアラフォーリーマン、17歳の頃に戻って無双する　～90's Report～（漫画:HCスタイラス、原作:遊野優矢、キャラクター原案:へいろー）
- ヤンキー悪役令嬢 転生天下唯我独尊（赤信号わたる）
- 最強の傭兵少女の学園生活 -少女と少女、邂逅する-（漫画：トミイ大塚、原作：笹塔五郎、キャラクター原案：Enji）
- 聖女様は残業手当をご所望です　～王子はいらん、金をくれ～（漫画:抹茶梅&本庄マサト、原作：山崎響、キャラクター原案:伊吹のつ）
- ゲーマーが異世界魂転してハーレム人生へコンティニューするそうです　THE COMIC（漫画：零覇、原作：etose、キャラクター原案：りょう＠涼）
- ウチのお嬢様の話を聞いてくれ　―悪役令嬢攻略記録―（漫画：しゃあ、原作：ガルデニア）
- エデンズエデンズガール　異世界でヒロインピンチになる島（時丸佳久）
- 最凶魔術師の異常なる逃亡生活 THE COMIC（漫画：獅堂しろう、原作：ピンク色伯爵、キャラクター原案：ジョンディー）
- 魔王の始め方（作画：小宮利公、原作：笑うヤカン、キャラクター原案：新堂アラタ）
- 始まりの魔法使い（漫画：仲村ひなと、原作：石之宮カント、キャラクター原案：ファルまろ）
- 美女と賢者と魔人の剣（作画：モティカ、原作：片遊佐牽太、キャラクター原案：六時）
- ダンジョン暮らしの元勇者　THE COMIC（作画：しかげなぎ、原作：峰崎龍之介、キャラクター原案：馬克）
- 魔王城デート大作戦！（涼海來夏）
- 間違い勇者の選択　出来損ない初級魔術師、勇者召喚に巻き込まれる（鷹条色s）
- アストロキング　召喚勇者だけど下級認定されたのでメイドハーレムを作ります！（漫画：GEN、原作：竜庭ケンジ、キャラクター原案：ギザン）
- 人妻とJK（焼肉定食）
- 惚れ症のハーフエルフさん　THE COMIC（漫画：和泉リオン、原作：神尾丈治、キャラクター原案：サクマ伺貴）
- Ziggurat（MISS BLACK）
- 落ちこぼれ退魔師は異世界帰りで最強となる（漫画：紅丸、原作：秀是）
- 勇者様のお師匠様（漫画：ゼファー、原作：三丘洋、キャラクター原案：こずみっく）
- 人食いダンジョンへようこそ！　THE COMIC（作画：天道まさえ、原作：一年新、キャラクター原案：しりー）
- VRエロゲーやってたら異世界に転生したので、美少女魔王を奴隷化する ～クロスアウト・セイバー～（作画：TAKTO、原作：仁科朝丸）
- ギャング・オブ・ユウシャ　回復薬中毒者とパーシベルの工房（漫画：双色、原作：七色春日、キャラクター原案：cinkai）
- 魔王の始め方外伝 マリーちゃんのおすなばダンジョン（漫画：墓地、原作・脚本：笑うヤカン）
- 爆弾魔な傭兵、同時召喚された最強チート共を片っ端から消し飛ばす（漫画：ウラシマツシマ、原作：結城からく）

### 休載中
- イヴィル・ハート[5][6]うるし原智志）
- エンドレスエデン[7]（館尾冽）
- 鏡野町のカグヤ 約束の祭姫～（草凪とんぼ） 電撃マオウより移籍。
- 聖樹の国の禁呪使い（作画：なつきしゅり、原作：篠崎芳、キャラクター原案：〆鯖コハダ）
- 絶対不発アトミックガール（中山ユキジ）
- フリージング（原作：林達永（イム・ダリョン）、作画：金光鉉（キム・クァンヒョン））
- マガツキ -鬼士剣塵抄-（宇岐多冬梧）
- メガ・ミックス MEGAMIX[8]（女屋マサカズ）

### 連載終了
- アキレウス アルゴスの軍神（作画：藤田かくじ、脚本：鉄人）単行本全2巻。
- あくヨメ（マツダユウスケ）単行本全4巻。
- アンバランス×2（原作：林達永（イム・ダリョン）、作画：李秀顯（イ・スヒョン） 単行本全10巻。
- インフィニティブレード（KEN+） 単行本全3巻。
- えんまの花嫁と決めつけられた不幸な俺の人生計画（結城さくや） 単行本全1巻。
- 鬼姫VS（原作：林達永（イム・ダリョン）、作画：李秀顯（イ・スヒョン）） 単行本全4巻。
- 鎧亜騎譚（小宮利公） 単行本全3巻。
- カイト リベレイター（原作：梅津泰臣、作画：小宮利公） 単行本全1巻。
- 華陀偽伝（崔海雄（チョ・ヘウン））単行本全3巻。
- GUNNER QUEEN 復讐の女王陛下（R-Ex） 単行本全3巻。
- キルタイム性癖シリーズ どっちがエロい!?（こうきくう）
- こいもく（原作：林達永（イム・ダリョン）、作画：李海源（イ・ヘウォン）） 単行本全5巻。
- 思春期なアダム（原作：さかき傘、作画：天海雪乃）単行本全4巻予定。
- しすばれ -Sister bullet-（松崎豊） 単行本全3巻。
- 少女幻葬ネクロフィリア（カズミヤアキラ） 単行本全3巻。
- 触手姫（黒葉） 単行本全3巻。
- 進め!怪人くらぶ（鈴木典孝） 単行本全2巻。
- 正義研究会セレナード（よこやまなおき） 単行本全3巻。
- たたかうおんなのこたち[9]（かつまたかずき） 単行本全3巻。
- タロットメイデンきさら（ろばー） 単行本全3巻。
- 鎮守の森のユニコーン（武礼堂） 単行本全1巻。
- ディスバニッシュ（みたくるみ） 単行本全1巻。
- デュアルソウルワンボディ（梶山浩） 単行本全2巻。
- どらぐろぜっと（原作：葉原鉄（はばらてつ）、作画：かん奈）単行本未発売。
- ドリームハンター麗夢alternative（原作：奥田誠治、作画：火浦R） 単行本全2巻。
- NINむすっ!（優実かづあき） 単行本全1巻。
- NEKOTAMA!!（Przm Star） 単行本未発売。
- ねこみみ学園よろずや[9]（かぐらゆうき） 単行本全1巻。
- 爆熱戦湯姫（海瀬壮祐） 単行本全2巻。
- 光女子地球防衛委員会SHAM![10]（鈴木典孝） 単行本全1巻。
- ヒトでなしに振り回される童貞。とてもつらい（とく村長）単行本全2巻。
- 姫騎士さんとオーク（BLZ）単行本全3巻。
- BLANGEL（渡瀬行人） 単行本全2巻。
- フリージング ZERO（原作：林達永（イム・ダリョン）、作画：鄭洙哲） 単行本全9巻。
- フリージング ファーストクロニクル（原作：林達永（イム・ダリョン）、作画：尹載皓（ユン・ゼホ）） 単行本全1巻。
- プリンセスラバー! pure my heart[11]（原作：Ricotta、作画：緑木邑（みどりぎむら）、漫画原案：空蝉） 単行本全1巻。
- 星フル巫女（日下部ツカサ） 単行本全1巻。
- みこたま（草壁レイ） 単行本全1巻。
- 御剣ハルカ危機一髪![12]（かぢばあたる） 単行本全2巻。
- 未来戦士プリティミラージュ（宮崎摩耶） 単行本未発売。
- 夢幻少女ドリマーエンゼルズ（柴山薫）[13] 単行本未発売。
- 夢幻戦士ヴァリス（原作：日本テレネット、作画：ZOL） 単行本全4巻。
- ヤンかの!（漫画：柳原満月、キャラクターデザイン：もふりる） 単行本全1巻。
- 幽霊王（原作：林達永（イム・ダリョン）、作画：尹載皓（ユン・ゼホ）） 単行本全7巻。
- レッする!アイドル（武礼堂） 単行本全4巻。
- レッする!ジ・アンダーグラウンド（武礼堂） 単行本全4巻。
- ローズ×マリー（浦瀬しおじ） 単行本全3巻。
- ワインガールズ（真田一輝） 単行本全3巻。
- ワルキューレロマンツェ 少女騎士物語（原作：Ricotta、作画：NO.ゴメス、漫画原案：空蝉） 単行本全2巻。
- 田所さん（TATSUBON、2019年8月 -）
- 女装パンデミック（品川ミクズ）
- 異世界の名探偵（漫画：蒼一郎、原作：片里 鴎）
- ポンコツ女神の異世界創世録（原作：林達永、作画：金光鉉）
- 百合ラブスレイブ ふたりだけの放課後（漫画：鈴音れな、原作：あらおし悠）
- ぽちゃ娘は小悪魔ムーブがやめられない（房）
- 医者と被験体さん。（篠崎ゆうま）
- 六畳一魔（鹿島初）

### 読み切り
Vol.1
- FALLEN PRINCESS 落姫（かかし朝浩）
- サイレン・ソング（千樹りおん）

Vol.2
- ローズ×マリー（浦瀬しおじ）
- トクタイ（かぢばあたる）
- 流動体装甲AN-GELs（みともあきら）

Vol.3
- 学園戦国伝 SASUKE忍風（サイクロン）!（杉村麦太）[14]
- Machine Doll（かぢばあたる）

Vol.4
- ローズ×マリー 妖血の囁き（前編）（浦瀬しおじ）
- 紅子の拳（岡田敦志）
- DEATH BRINGER（天道まさえ）

Vol.5
- ローズ×マリー 妖血の囁き（後編）（浦瀬しおじ）
- 公忍会計士 四条京子（RAYMON）
- ANGEL FIRE（小宮利公）

Vol.6
- トクタイ 〜炎龍姫参上〜（かぢばあたる）
- BLOOD CROSS（天道まさえ）
- 戦うなぎさっ![9]（松波留美）
- Princess Master（小宮利公）

Vol.7
- 神薙霊異記（浦瀬しおじ）
- BLOOD CROSS the EBE Stalkers（天道まさえ）
- 真田忍法帖 伊賀雪月花（小宮利公）
- CROSS ANGELUS（前編）（緑木邑）
- 超級少女英雄拳サキ（深尾てる）
- 戦うなぎさっ! 2匹目（松波留美）

Vol.8
- エヴォルキュアカリュード（海瀬壮祐）
- CROSS ANGELUS（後編）（緑木邑）
- ロボっ娘雀士 スーチーパイ（日下部ツカサ）
- ねこみみ学園よろずや（かぐらゆうき）

Vol.9
- Motorride Dragoon（MISS BLACK）
- ねこみみ学園よろずや 第2話（かぐらゆうき）

Vol.10
- たたかうおんなのこたち（かつまたかずき）
- 炎情の猫三味線（宇河弘樹）
- COLD ACTION（清水清）
- ねこみみ学園よろずや 第3話（かぐらゆうき）

Vol.11
- ねこみみ学園よろずや 第4話（かぐらゆうき）
- イヴィル・ハート（うるし原智志）

Vol.12
- アルテミスターズ（海瀬壮祐）
- Mnemosyne-ムネモシュネの娘たち-（前編）（原作：ジェンコ・XEBEC、漫画：MISS BLACK）
- ドラプリ!（ひよひよ）

Vol.13
- Mnemosyne-ムネモシュネの娘たち-（後編）（原作：ジェンコ・XEBEC、漫画：MISS BLACK）

Vol.14
- BLOOD CROSS（前編）（天道まさえ）

Vol.15
- 絶対不発アトミックガール（中山ユキジ）
- BLOOD CROSS（後編）（天道まさえ）

Vol.16
- Princess School（小宮利公）
- 大奥無双（かぢばあたる）

Vol.17
- 鉄血姫 〜大鉄塔の黒い魔女〜（ドリル汁）
- 疾走する青春のレゾナンス（天瀬春之）
- ココは美術部ですっ!!（華師）

Vol.18
- アサシス（松崎豊）

Vol.20
- ゲキリン -激凛-（原作：武礼堂、漫画：九部玖凛）

Vol.26
- まにまにっ!!（霜月雅）
- はナな（霜月雅）

## 漫画以外
ヒロインズクライシス
「闘うヒロイン」をテーマにしたカラーイラストを巻末に掲載するイラストグラビア企画。
「crisis（=危機）」という名の通り、闘うヒロインが劣勢に立たされたり、敗北してしまう姿を描いたイラストが主軸。当初は毎号掲載される予定だったようだが、結局は何故か不定期掲載ページとなっている。
Vol.3では、独立創刊記念の特別企画として公式サイトと連動する形で掲載された。公式サイトにアクセスし、本誌に記載されているパスワードを入力すると誌面のイラストに描かれた場面に合わせた音声（主にヒロインの悲鳴）が聞けるというもので、シナリオ分岐も存在する。そのヒロイン役の声優は水野愛日。
Vol.7でも「聖騎士クリス 縛鎖の章」と題し、付録CDを音源とする形式に変更してイラストと音声の連動が再び行われた。ヒロイン役の声優は芹園みや。
これまでに起用されたイラストレーターは、Maruto!（Vol.1）、ジェット世渡り（Vol.3）、シノ（Vol.7）等。
激論!コミックヴァルキリー
読者アンケートに書かれた要望や感想をまとめて掲載する不定期企画。「月刊化希望」「もっとエロを増やしてほしい」「残虐描写は嫌」「エロはなくてもいいからバトル漫画以外の『闘う女性もの』が見たい」等、さまざまな意見が交わされている。
後に「ヴァルハラ通信局」と改題した上で、毎号掲載することに。うたのねしおんデザインのヴァルキリーちゃんとワルキューレちゃんというオリジナルキャラクターも登場する。
コミックヴァルキリー情報局
映画・ゲーム・テレビアニメ・OVA・フィギュア・インターネット関連を紹介する企画。2〜3ページで紹介する。当然のことながら、ヒロインがメインとなる作品が対象である。
ジェット世渡りのそれはそれとして
イラストレーターのジェット世渡りによるコラム。

## コミックヴァルキリーハード
本誌の増刊号。B5版平綴じ。定価620円。

### 掲載作品
Vol.1
2007年10月29日発売。以下の作品の他、トモセシュンサクとうるし原智志がカラーピンナップを描いている。
- 鬼姫VS（原作：林達永（イム・ダリョン）、作画：李秀顯（イ・スヒョン））
- レッする!アイドル EXTREME（武礼堂）
- ドリームハンター麗夢（原作：奥田誠治、漫画：火浦R）
- クリーナー7（猫柳犬吉）
- オーダーバトルウェイトレス舞（ASTROGUYII）
- BLOOD CROSS（天道まさえ）
- ももふみ（科手黒）
- 超宇宙戦艦キラボシエガオ（海瀬壮祐）
- 白雷の閃花 〜からくり秘剣譚〜（老眼）
- トクタイ 〜爺爺 王霊官〜（かぢばあたる）
- AS DEAD（双龍）
- ボルジアン・ドーター（脚本：近藤啓二、作画：UTATA）
- BLESSING FEATHER（九野十弥）
- 美月フルブースト!（有馬侭）
- インフィニティブレード外伝 ドーンブレード（KEN+）

## ドラマCD
特別付録としてドラマCDを封入することもある。
- ローズ×マリー 妖血の囁き
  - Vol.5付録。Vol.4-5で前後編読み切りとして掲載されたストーリーがサウンドドラマ化されている。出演声優は、川澄綾子（ローズ役）、能登麻美子（マリー役）、田村ゆかり（吸血鬼役）等。単行本第1巻限定版に再編集した物が付属する。
- レッする!アイドル
  - Vol.7付録。内容は単行本第1巻限定版に付属するドラマCDの体験版と、この号に掲載されたヒロインズクライシス用のシナリオ音声を収録したものとなっている。